# Garajowa Przełęcz Niżnia
Garajowa Przełęcz Niżnia (słow. Nižné Garajovo sedlo) – położona na wysokości około 1900 m n.p.m. (według innych źródeł 1928 lub ok. 1890 m) przełęcz w grani Liptowskich Kop w słowackich Tatrach. Znajduje się w tej grani pomiędzy Zadnią Garajową Kopą (1948 m) a Małą Garajową Kopą (1929 m). Jest to szerokie i trawiaste siodło. Znajduje się w górnym odcinku Liptowskich Kop, gdzie zmieniają one kierunek z południkowego na niemal równoleżnikowy. Stoki południowe spod przełęczy opadają do Dolinki Garajowej, północne do Zadniego Rycerowego w Dolinie Wierchcichej. Północnymi stokami zimą schodzą lawiny do Zadniego Rycerowego.
Rejon przełęczy był dawniej wypasany, od 1949 r. wraz z całymi Liptowskimi Kopami stanowi niedostępny dla turystów obszar ochrony ścisłej. Według polskich geografów jest zaliczany do Tatr Wysokich, według części słowackich – do Zachodnich.